# L'Aube (film, 2014)
Pour les articles homonymes, voir L'Aube.
Pour plus de détails, voir Fiche technique et Distribution.
L'Aube (Dawn en anglais ; Morgengrauen en allemand ; שחר en hébreu ) est un film suisso-germano-britannico-israélien réalisé par Romed Wyder et sorti en 2014.
Il s'agit de l'adaptation du roman homonyme d'Elie Wiesel.

## Synopsis
Dawn (L’Aube) est un huis clos psychologique dans lequel quatre compagnons d’armes font pression sur le jeune Elisha, afin qu’il surmonte ses conflits de conscience et s’engage pleinement pour la lutte armée.
Nous sommes en 1947 : la Palestine est sous mandat britannique. Les sionistes se battent pour la création d’un État juif en Palestine. Un membre de la résistance armée juive vient d’être condamné à mort par les autorités anglaises. En représailles, la résistance a enlevé un officier britannique qu’ils essaient d’échanger contre leur ami. Les insurgés passent la nuit ensemble, en attendant les résultats de la négociation. Si, à l’aube, les Britanniques pendent leur ami, l’un d’entre eux exécutera l’officier anglais retenu en otage.
Adapté du roman du prix Nobel de la paix Elie Wiesel, Dawn jette une nouvelle lumière sur un moment clé de l’histoire permettant de resituer les différends politiques actuels.

## Fiche technique
- Titre français : L'Aube
- Titres originaux : Dawn en anglais ; Morgengrauen en allemand
- Réalisation : Romed Wyder
- Scénario : Billy MacKinnon, d'après le roman L'Aube d'Elie Wiesel
- Photographie : Ram Shweky
- Montage : Kathrin Plüss
- Décor : Roger Martin
- Musique : Bernard Trontin
- Producteurs : Samir et Romed Wyder
- Producteur exécutif : Tunje Berns
- Sociétés de production : Dschoint Ventschr, Paradigma Films, Delirious Productions, Enigma Films, Radio Télévision Suisse / SSR SRG et Lama Films
- Pays de production : Suisse, Royaume-Uni, Allemagne et Israël
- Langues originales : hébreu, anglais et français
- Durée : 95 minutes
- Dates de sortie :
  - Suisse : 29 avril 2015 (Suisse francophone)
  - Suisse : 25 juin 2015 (Suisse germanophone)[3]

## Distribution
- Joel Basman : Elisha
- Moris Cohen : Joav
- Sarah Adler : Ilana
- Liron Levo : Gad
- Rami Heuberger : Gideon
- Jason Isaacs : Dawson